# 페어럼

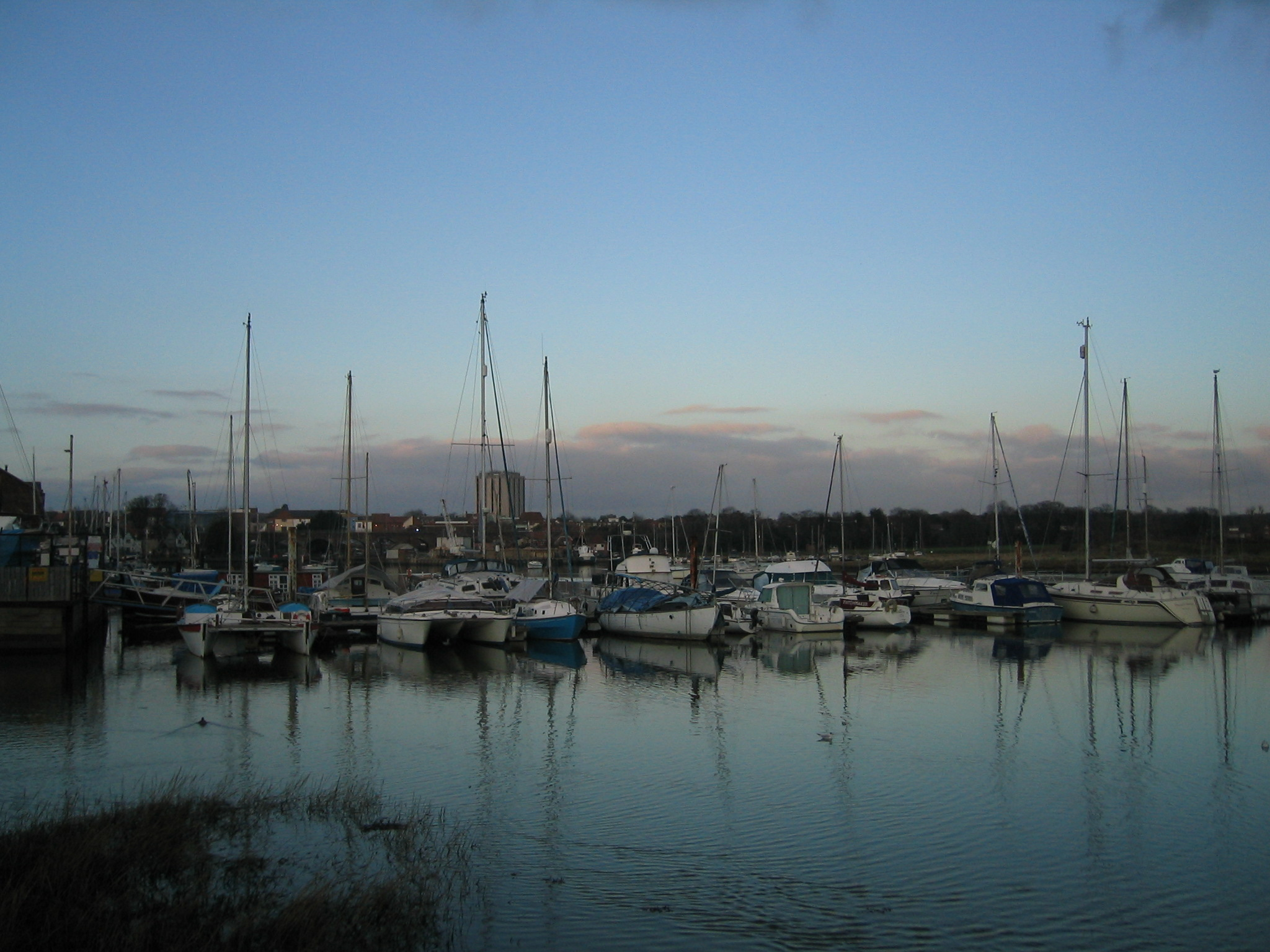
페어럼

페어럼(영어: Fareham)은 잉글랜드 햄프셔주 남동부에 위치한 도시로 인구는 42,210명(2011년 기준)이다. 포츠머스와 사우샘프턴 사이에 위치한다.